# Mindcollision
Mindcollision ist eine Rap-Metal-Band aus dem Kanton Zug, Schweiz. Die fünfköpfige Band vereint musikalische Stile wie Metal, Rap, Djent, DJ-ing und Hip-Hop.

## Geschichte
Die Band entstand im September 2009 aus Mitch Schuler (Gesang), André Murer (E-Gitarre), Patrick Boog (Schlagzeug) und Buddy Stocker (Bass), die seit 2002 zusammen unter dem Namen Minerva musizierten.
Im Mai 2012 veröffentlichte Mindcollision ihr Debütalbum Madhouse, welches in den Hardstudios in Winterthur aufgenommen und von Michael Brändli produziert wurde. Das Album wird von Sounds & Media aus Hombrechtikon vertrieben und wurde physisch und digital veröffentlicht.
Dank dem neuen Album wurde kurz darauf das Clothing-Label SRH Switzerland auf die Band aufmerksam und baten ihr daraufhin einen Support-Vertrag an.
Anfangs 2014 wurde William Kläy zum Mitglied der Band und löste Buddy Stocker als Bassisten ab.
In dieser Zeit spielte Mindcollision landesweite Konzerte in den Kantonen Bern, Luzern, Zürich, Wallis und Uri. So konnte die Band viele Live-Erfahrungen auf unterschiedlichsten Bühnen in der Schweizer Szene sammeln. Unter anderem spielten Mindcollision zusammen mit Scream Your Name, Delilahs, Silent Circus, sowie zweimal als Vorgruppe der britischen Alternative-/Nu-Metal-Band Skindred, aber auch an diversen Festivals wie z. B. am «Barbarie» in Biel (2013), «Rock The Docks» in Zug (2011, 2013) oder am eidgenössischen «Pfadi Folk Fest (PFF) Moods» (2015).
Mitte 2015 hat sich die Band mit DJ Freddy K Verstärkung an den Turntables geholt.
Im September 2015 veröffentlichten Mindcollision ihr erstes Musikvideo zu ihrem Song Insanity. Das Video wurde in Polen unter der Leitung und Regie von der Filmproduktion Grupa 13 aufgenommen, welche schon Videos für bekannte Bands wie Eluveitie produziert haben.
Das zweite Album der Band trägt den Namen Urban Playground und wurde im Oktober 2015 veröffentlicht. Urban Playground wurde in den SMAKsound Studios in Dietikon (ZH) aufgenommen und umfasst zehn Eigenkompositionen. Die Texte schneiden oft gesellschaftskritische Themen an und sollen zum Hinterfragen und Wachrütteln anregen. Der Stil des neuen Albums hat einen zünftigen Härteschub und wird durch djentige Siebenseiter-Klänge und fette Hooklines geprägt.
Kurz nach der Veröffentlichung von Urban Playground wurde die Band zum Live-Interview beim deutschschweizer Radio SRF 3 eingeladen und die Online-Magazine rawk.ch und pitfire verfassten Rezensionen über das neu erschienene Werk. Ebenfalls wurde ein Album-Review im Schweizer Magazin RCKSTR in der November-Ausgabe veröffentlicht.
Im Januar 2016 spielte Mindcollision im Vorprogramm der französischen Rap-Metal-Band Smash Hit Combo und im März durfte die Band als einzige Vorband vor der britischen Rap-Metal-Band Hacktivist auftreten. Zudem war Mindcollision am 9. April 2016 einer der Hauptacts am Macbeth Joker Fest in Lyss zusammen mit Scream Your Name und Breakdown of Sanity.
Aufgrund des grossen Erfolgs von Urban Playground gelang der Band der erste Auftritt in Deutschland. Sie spielte dort am 22. April 2016 auf dem Impericon-Festival in der Turbinenhalle Oberhausen auf der Mainstage.
Am 9. Juni 2016 durfte Mindcollision als kurzfristigen Ersatz für die Britische Mathcore-Band Architects am Greenfield Festival in Interlaken einspringen und um 21:00 Uhr auf der Eiger Stage auftreten.
Im März 2017 war die Band erneut in Deutschland und spielten zusammen mit Annisokay und Imminence an der Emp RAWR Party in der Matrix Bochum und am 26. August 2017 traten sie neben Eskimo Callboy und Anti-Flag am Open Air Gränichen auf.
Dank dem erfolgreichen Auftritt am Greenfield Festival im 2016 wurde Mindcollision dann erneut für das Festival gebucht und durfte am 8. Juni 2018 auf der Hauptbühne des Greenfield Festivals 2018 auftreten.
Im Sommer 2018 durfte die Band auf Europa-Tour zusammen mit (hed)p.e. und Crazy Town, bei der sie innerhalb von 9 Tagen in 6 verschiedenen Länder spielten.
Am 27. September 2019 erschien mit Delirium ihr drittes Studioalbum, welches erneut in den SMAKsound Studios aufgenommen wurde. Das Album enthält zwölf Eigenkompositionen inklusive zwei Featurings mit Frankie Palmeri von Emmure und Ives Irie von Delinquent Habits. Mit dem Album erreichte die Band erstmals diverse Chartplatzierungen, unter anderem in der Schweiz.

## Stil
Mindcollision spielt Rap Metal, der sich durch Rap, Hooklines, Djent, DJ und Hip-Hop auszeichnet und Einflüsse von Meshuggah oder Deftones vereint.

## Diskografie
Alben
- 2012: Madhouse (Veröffentlichung: 11. Mai 2012)
- 2015: Urban Playground (Veröffentlichung: 10. Oktober 2015)
- 2019: Delirium (Veröffentlichung: 27. September 2019)